# 천주교 타이베이 대교구
천주교 타이베이 대교구(중국어: 天主教台北總教區, 라틴어: Archidioecesis Taipehensis)는 대만의 로마 가톨릭교회 대교구이다. 1949년 12월 30일 교황 비오 12세가 타이베이 지목구를 설정했으며, 1952년 8월 7일 대교구로 승격됨과 동시에 자이, 신주, 화롄, 가오슝, 타이중, 타이난 등과 연합한 관구의 중심교구이다.
대만의 유일한 대교구이며, 주교좌 성당은 원죄 없이 잉태되신 성모 대성당이다.

## 역대 교구장
1. 꿔뤄스(요셉) 신부,대주교(1950-1959) 지목구장,초대교구장
2. 톈겅신(토마스)추기경 (교구장 서리, 1959-1966)
3. 루오꽝(스타니슬라오) 대주교(1966-1978)
4. 구옌웬(마태오) 대주교 (1978-1989)
5. 티캉(요셉) 대주교 (1989-2004)
6. 첸자이파(요셉) 대주교 (2004-2007)
7. 헝샨추안(요한) 대주교(2007-2020.5.23)
8. 정안주(토마스) 대주교(2020,5,23)

## 같이 보기
- 대만의 로마 가톨릭교회
- 대만의 로마 가톨릭 교구 목록